# Basilika Mariä Himmelfahrt (Brünn)

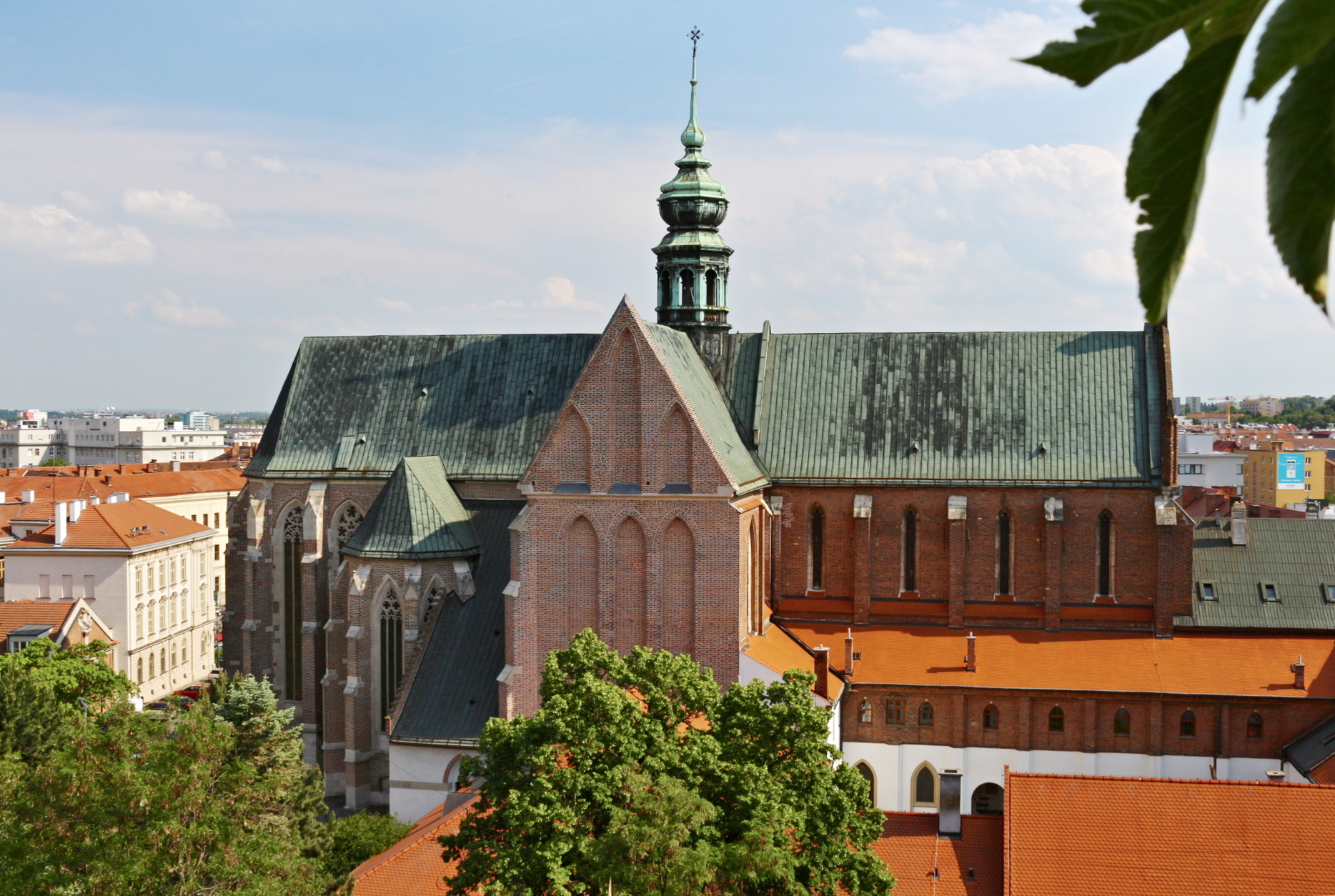
Basilika Mariä Himmelfahrt in Alt Brünn (von Norden)

Die römisch-katholische Basilika Mariä Himmelfahrt ist eine gotische Kirche in Brünn und Bestandteil des Altbrünner Klosters St. Thomas. Die Kirche wurde im 14. Jahrhundert bald nach der Klostergründung errichtet und 1987 zur Basilica minor erhoben.

## Baugeschichte
Das erste Kirchengebäude am Ort der heutigen Basilika in Alt Brünn (Staré Brno) war eine um das Jahr 1000 errichtete Rundkapelle. Im Lauf des 12. Jahrhunderts wurde daneben in mehreren nicht näher dokumentierten Baustufen eine einschiffige Kirche errichtet. Anfang des 14. Jahrhunderts gab es hier eine Marienkirche und eine Kapelle des Heiligen Prokop.

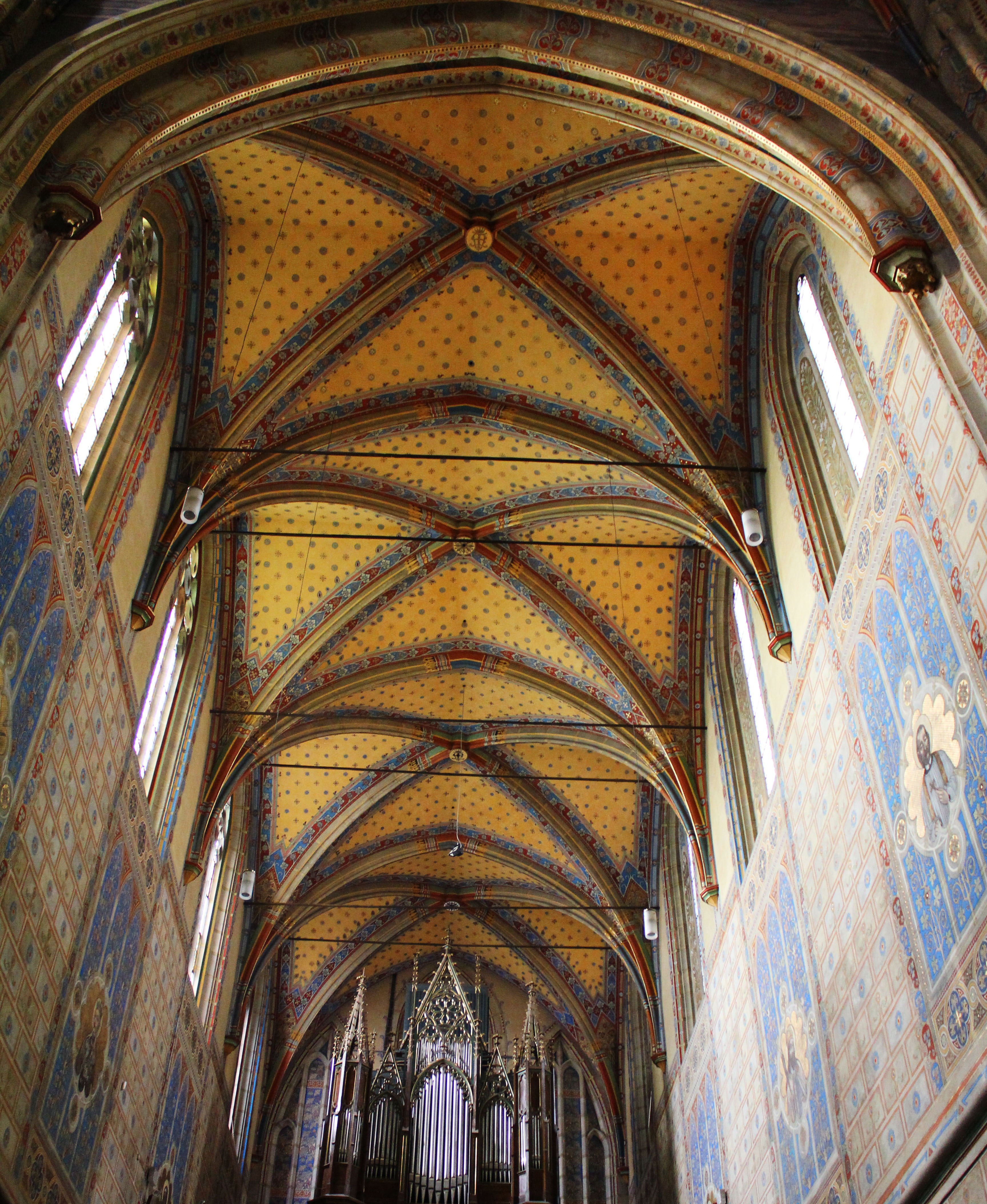
Gewölberippen aus Werkstein; einschiffiger Westteil

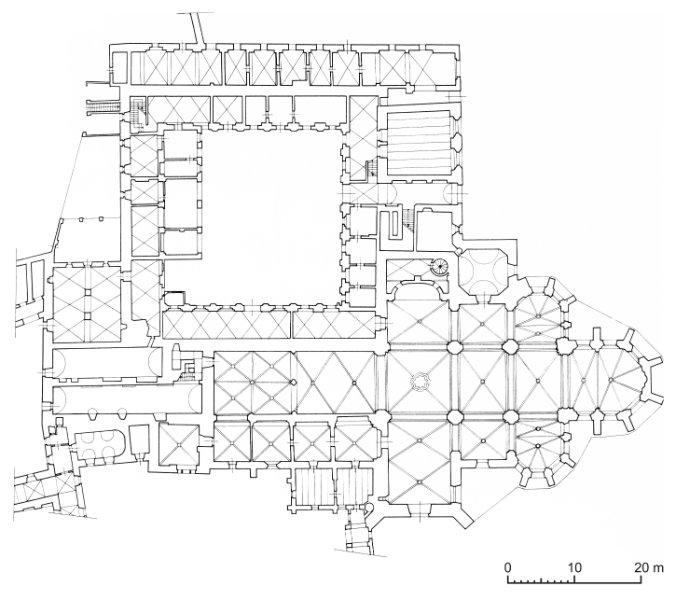
Chor basilikal, Langhaus einschiffig

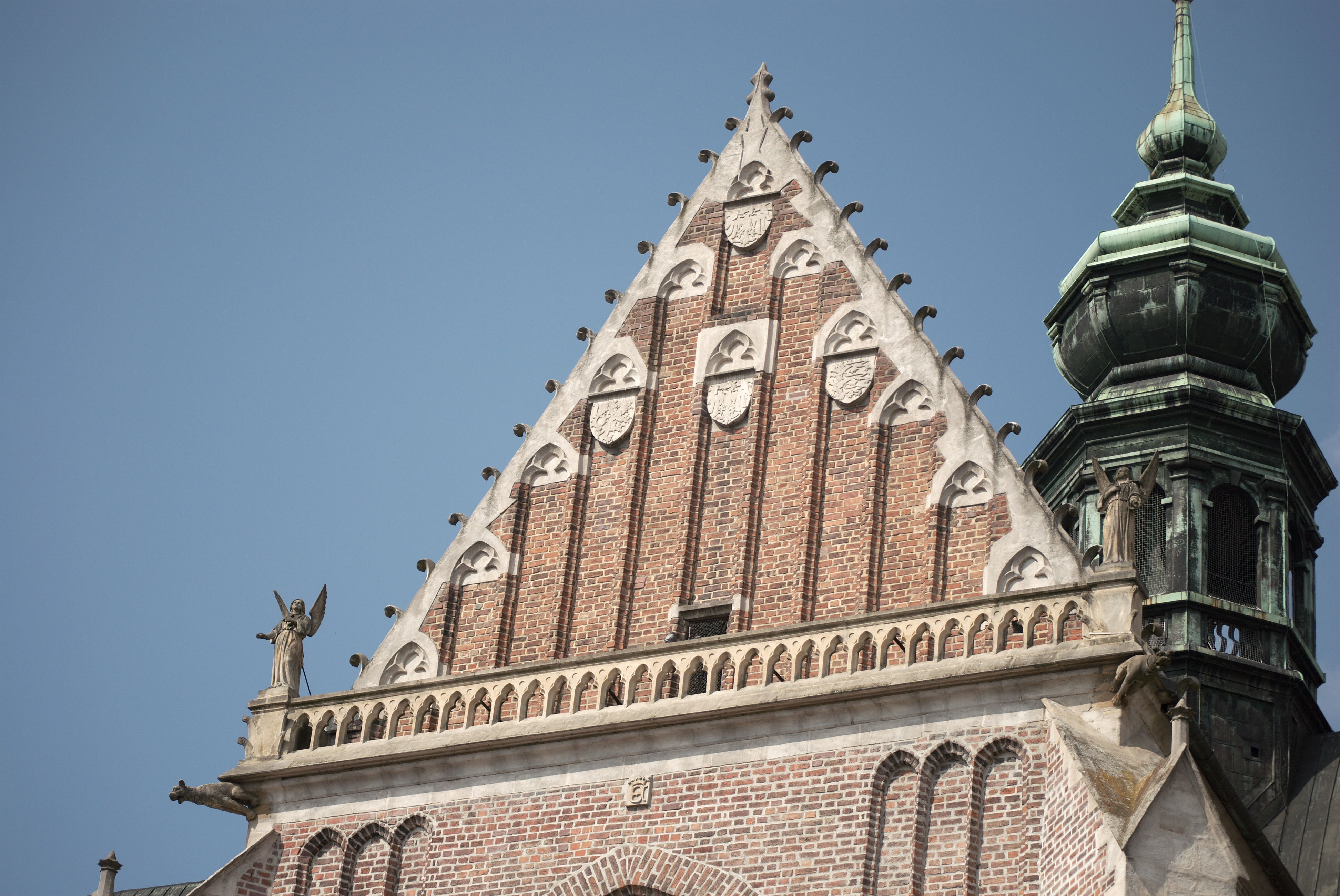
Südlicher Querschiffgiebel

Das Zisterzienserinnenkloster in Alt Brünn gründete im Jahr 1323 die böhmische Königinwitwe Elisabeth Richza. Wann genau mit dem Bau des heutigen Kirchengebäudes begonnen wurde, ist nicht bekannt. 1333 war der Bau bereits fortgeschritten. Bereits 1329 hatte Heinrich von Leipa kurz vor seinem Tod die Mariä-Himmelfahrts-Kirche zu seiner letzten Ruhestätte bestimmt. Elisabeth Richza lebte ab 1332 im Kloster. Sie starb 1335 und wurde unter der Vierung des Gotteshauses bestattet.
Das Bauwerk wurde größtenteils aus Backstein errichtet. Für die Statik besonders sensible Teile wurden aus Haustein gemauert, die Säulen und ebenso die Gewölberippen. Architektonisch hat nur der Chor die Form einer Basilika, westlich des Querschiffs ist der Kirchenraum einschiffig.
Am 6. Oktober 1987 erhob Papst Johannes Paul II. die Kirche zur Basilica minor. Die Mariä-Himmelfahrts-Basilika ist heute Kloster- und Pfarrkirche. Obwohl sie im Rang unter der Brünner Kathedrale St. Peter und Paul steht, wird sie auch als „chrám“ (Dom) bezeichnet.